# Vincent Bugliosi
Vincent T. Bugliosi (Hibbing, 18 agosto 1934 – Los Angeles, 6 giugno 2015) è stato un avvocato e scrittore statunitense, famoso per essere stato il pubblico ministero durante il processo per gli omicidi seriali della cosiddetta "Famiglia" di Charles Manson, e per aver pubblicato il resoconto dello stesso in un libro intitolato Helter Skelter divenuto un bestseller a livello internazionale.
Altri suoi lavori degni di nota sono Outrage: The Five Reasons Why O. J. Simpson Got Away with Murder (1996), Reclaiming History: The Assassination of President John F. Kennedy (2007) e The Prosecution of George W. Bush for Murder (2008).

## Biografia
Vincent Bugliosi era figlio di emigranti italiani umbro-marchigiani di Costacciaro e Sassoferrato: Venanzino Bugliosi ed Aida Valeri. 
Da Aida (“Ida”) Valeri di Sassoferrato (AN), venuta al mondo il 15 Maggio 1900, e Venanzino Bugliosi, nato a Costacciaro (PG) il 30 Novembre 1897, che approdò in America, precisamente a Saint John in Canada (forse con la compagnia Canadian Pacific Railway) con i genitori e le due sorelle l’11 Aprile 1911, a soli 13 anni d’età, per poi passare successivamente, sempre accompagnato dai congiunti, il 24 Aprile 1911, attraverso la località Sault Ste. Marie (Michigan), negli Stati Uniti e più esattamente, ad Hibbing, nello Stato del Minnesota per fare, forse, il “minatore del ferro". Nasce il 18 Agosto del 1934, sempre ad Hibbing, il brillante avvocato e poi procuratore statunitense di grido, politico e scrittore, Vincent Torquato Bugliosi, famoso soprattutto per essere stato il decisivo pubblico ministero nel celeberrimo caso giudiziario del pluriomicida Charles Manson. 
Vincent era il più giovane dei cinque figli di Venanzino Andrea Bernardino Bugliosi (il maggiore dei quali è stata Adeline). Venanzino, poi ribattezzato Vincent negli Stati Uniti, era figlio di Lodovico Antonio Bugliosi (1866 -1945) e di Maria Sabbatini di Sigillo (1870 - 1942).  

### Processo Manson
Nel periodo nel quale era viceprocuratore distrettuale della città di Los Angeles, Bugliosi raggiunse la grande notorietà per essere stato il pubblico ministero nel processo a Charles Manson e alla sua Family, riuscendo a far condannare tutti gli imputati (Manson, Charles "Tex" Watson, Susan Atkins, Patricia Krenwinkel, e Leslie Van Houten) per i sette omicidi avvenuti il 9–10 agosto 1969, nel corso dei quali furono massacrati Sharon Tate, Jay Sebring, Abigail Folger, Wojciech Frykowski, Steven Parent, e i coniugi Leno e Rosemary LaBianca.
In special modo, fu notevole il suo acume nel riuscire a provare il coinvolgimento di Manson, che pur non avendo materialmente preso parte ai delitti, ne fu il principale mandante e responsabile.
A causa delle minacce ricevute da alcuni membri della Family (non implicati negli omicidi) a piede libero, gli fu assegnata una scorta armata fino alla conclusione del processo.

### Carriera da scrittore
Dopo aver lasciato l'ufficio del procuratore distrettuale di Los Angeles, Bugliosi scrisse, insieme a Curt Gentry, un libro sul processo Manson intitolato Helter Skelter (1974). Il libro riscosse enorme successo e nel 1975 vinse il premio Edgar Award nella categoria "Best Fact Crime". Il libro servì da base per due film tv, usciti nel 1976 e nel 2004, ispirati ai fatti di cronaca narrati nell'opera. Nel 2015, anno della morte di Bugliosi, Helter Skelter era il libro ispirato a un fatto di cronaca nera più venduto nel mondo, con oltre 7 milioni di copie nei soli Stati Uniti.
Nel 1986, Bugliosi interpretò la parte di se stesso in un mockumentary televisivo sul processo a Lee Harvey Oswald. L'esperienza gli ispirò la stesura del libro Reclaiming History: The Assassination of President John F. Kennedy (2007), nel quale smonta la tesi del complotto.
Nel 1996 pubblicò il libro Outrage: The Five Reasons Why O. J. Simpson Got Away with Murder, sul "Caso O. J. Simpson". In esso Bugliosi esprime il suo parere circa la colpevolezza di Simpson.
In seguito, nel libro No Island of Sanity, criticò la decisione della Corte suprema degli Stati Uniti d'America nella causa "Clinton v. Jones". Egli sostenne che il diritto di un presidente di non essere processato per una causa civile mentre è in carica, negò il diritto costituzionale di Paula Jones di far immediatamente processare il suo caso.
Nel suo libro The Prosecution of George W. Bush for Murder, sostenne la tesi che il presidente George W. Bush dovesse essere processato per omicidio con l'accusa di aver fatto morire in combattimento oltre 4,000 soldati statunitensi durante l'invasione dell'Iraq. Il libro fornì le basi per il documentario The Prosecution of an American President del 2012.

### Morte

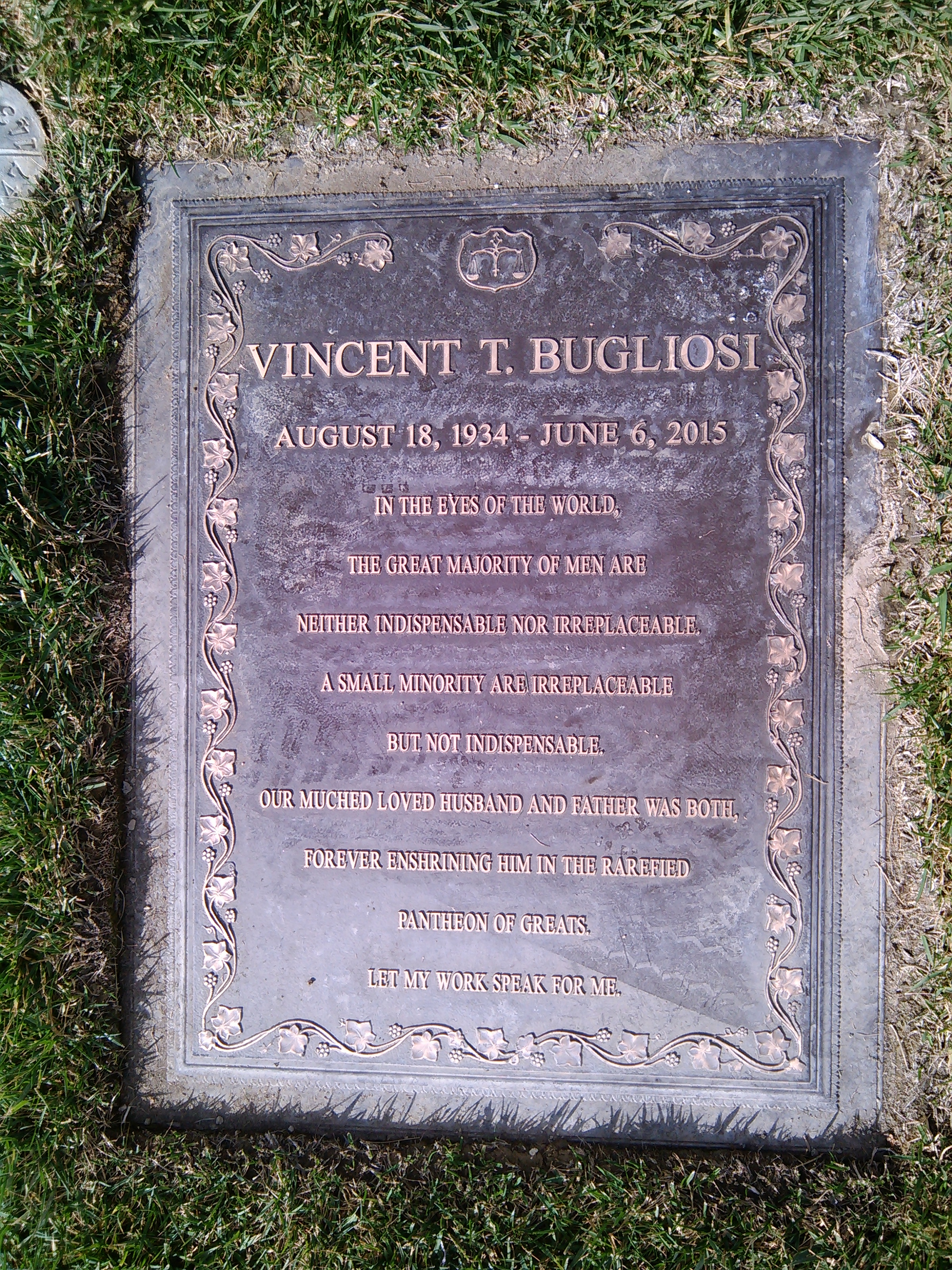
La tomba di Vincent Bugliosi nel Forest Lawn Memorial Park, Glendale

Il 6 giugno 2015, Bugliosi è morto di cancro all'età di ottant'anni mentre era ricoverato in ospedale a Los Angeles. È stato sepolto nel Forest Lawn Memorial Park di Glendale (California).

## Opere

### Libri
- Helter Skelter (con Curt Gentry) (1974) (premio Edgar Award, 1975, Best Fact Crime)
- Till Death Us Do Part: A True Murder Mystery (con Ken Hurwitz) (1978) (premio Edgar Award, 1979, Best Fact Crime)
- Shadow of Cain (con Ken Hurwitz) (1981)
- Lullaby and Good Night (con William Stadiem) (1987)
- Cleopatra: Biography (1988)
- Dinner with the Timbo: Getting to Know a Great Man (con Timothy Bishop) (1990)
- And the Sea Will Tell (con Bruce Henderson) (1991)
- Drugs in America: The Case for Victory - A Citizen's Call to Action (1991)
- The Phoenix Solution: Getting Serious About Winning America's Drug War (1996)
- Outrage: The Five Reasons Why O. J. Simpson Got Away with Murder (1996)
- No Island of Sanity: Paula Jones v. Bill Clinton—The Supreme Court on Trial (1998)
- The Betrayal of America: How the Supreme Court Undermined the Constitution and Chose Our President (2001)
- Reclaiming History: The Assassination of President John F. Kennedy (2007) (premio Edgar Award, 2008, Best Fact Crime)
- The Prosecution of George W. Bush for Murder (2008)
- Divinity of Doubt: The God Question (2011)

### Articoli
- No Justice, No Peace, Playboy, febbraio 1993
- None Dare Call It Treason, The Nation, 5 febbraio 2001

## Riferimenti nella cultura di massa
Molti dei libri di Bugliosi sono stati adattati per lo schermo, e lui è apparso come personaggio in alcuni film televisivi.
- Bel Air - La notte del massacro (1976) (interpretato da George DiCenzo) - film TV
- On Trial: Lee Harvey Oswald (interpretato da lui stesso) - film TV
- And the Sea Will Tell  (1991) (interpretato da Richard Crenna) - film TV
- Till Death Us Do Part (1992) (interpretato da Arliss Howard) - film TV
- Helter Skelter (2004) (interpretato da Bruno Kirby) - film TV

Inoltre, Bugliosi appare nel documentario del 1973 Manson e la famiglia di Satana.